# Риз, Алекс
Алекс Риз (англ. Alex Reese, род. 21 мая 1999, Пелем, Алабама) — американский профессиональный баскетболист, выступающий в НБА за клуб «Филадельфия Севенти Сиксерс». Играл за университетскую баскетбольную команду «Алабама Кримсон Тайд».

## Профессиональная карьера

### Амикаль Штейнсель (2022–2023)
После того, как Риза не выбрали на драфте 2021 года, Риз провйл год вне игры, работая барменом, прежде чем 26 июля 2022 года подписать контракт с Амикаль Штейнсель из Люксембургской баскетбольной лиги.

### Рип-Сити Ремикс (2023–2024)
30 октября 2023 года Риз присоединился к «Рио-Гранде Вэллей Вайперс» после просмотра, но был отчислен 8 ноября. Позже он подписал контракта с «Рип-Сити Ремикс», где он сыграл в 43 играх и в среднем набирал 11,5 очков, 4,6 подборов и 1,2 блок-шота за 17,2 минуты.

### Оклахома-Сити Тандер (2024)
После присоединения к «Портленд Трэйл Блэйзерс» для участия в Летней лиге НБА 2024 года, 27 сентября 2024 года Риз подписал контракт с клубом «Оклахома-Сити Тандер», но был отчислен 16 октября. Три дня спустя он повторно подписал контракт с «Тандер», но был отчислен 31 октября после того, как сыграл в одной игре.

### Возвращение в «Рип-Сити» (2024–2025)
3 ноября 2024 года Риз вернулся в «Рип-Сити Ремикс».

### Филадельфия Севенти Сиксерс (2025–настоящее время)
20 февраля 2025 года Риз подписал двусторонний контракт с «Филадельфией Севенти Сиксерс».

## Статистика

### Статистика в НБА
| Сезон                                                                                    | Команда       | Регулярный сезон | Регулярный сезон | Регулярный сезон | Регулярный сезон | Регулярный сезон | Регулярный сезон | Регулярный сезон | Регулярный сезон | Регулярный сезон | Регулярный сезон | Регулярный сезон | Серия плей-офф | Серия плей-офф | Серия плей-офф | Серия плей-офф | Серия плей-офф | Серия плей-офф | Серия плей-офф | Серия плей-офф | Серия плей-офф | Серия плей-офф | Серия плей-офф |
| Сезон                                                                                    | Команда       | GP               | GS               | MPG              | FG%              | 3P%              | FT%              | RPG              | APG              | SPG              | BPG              | PPG              | GP             | GS             | MPG            | FG%            | 3P%            | FT%            | RPG            | APG            | SPG            | BPG            | PPG            |
| ---------------------------------------------------------------------------------------- | ------------- | ---------------- | ---------------- | ---------------- | ---------------- | ---------------- | ---------------- | ---------------- | ---------------- | ---------------- | ---------------- | ---------------- | -------------- | -------------- | -------------- | -------------- | -------------- | -------------- | -------------- | -------------- | -------------- | -------------- | -------------- |
| 2024/25                                                                                  | Оклахома-Сити | 1                | 0                | 2,0              | 100,0            | -                | -                | 1,0              | 0,0              | 0,0              | 0,0              | 2,0              | Не участвовал  | Не участвовал  | Не участвовал  | Не участвовал  | Не участвовал  | Не участвовал  | Не участвовал  | Не участвовал  | Не участвовал  | Не участвовал  | Не участвовал  |
| 2024/25                                                                                  | Филадельфия   | 14               | 0                | 15,3             | 47,2             | 36,6             | 75,0             | 3,3              | 0,3              | 0,7              | 0,7              | 5,3              | Не участвовал  | Не участвовал  | Не участвовал  | Не участвовал  | Не участвовал  | Не участвовал  | Не участвовал  | Не участвовал  | Не участвовал  | Не участвовал  | Не участвовал  |
|                                                                                          | Всего         | 15               | 0                | 14,4             | 48,1             | 36,6             | 75,0             | 3,1              | 0,3              | 0,7              | 0,7              | 5,1              | Не участвовал  | Не участвовал  | Не участвовал  | Не участвовал  | Не участвовал  | Не участвовал  | Не участвовал  | Не участвовал  | Не участвовал  | Не участвовал  | Не участвовал  |
| Наведите курсор мыши на аббревиатуры в заголовке таблицы, чтобы прочесть их расшифровку. |               |                  |                  |                  |                  |                  |                  |                  |                  |                  |                  |                  |                |                |                |                |                |                |                |                |                |                |                |

### Статистика в Джи-Лиге
| Сезон                                                                                    | Команда           | Регулярный сезон | Регулярный сезон | Регулярный сезон | Регулярный сезон | Регулярный сезон | Регулярный сезон | Регулярный сезон | Регулярный сезон | Регулярный сезон | Регулярный сезон | Регулярный сезон | Серия плей-офф | Серия плей-офф | Серия плей-офф | Серия плей-офф | Серия плей-офф | Серия плей-офф | Серия плей-офф | Серия плей-офф | Серия плей-офф | Серия плей-офф | Серия плей-офф |
| Сезон                                                                                    | Команда           | GP               | GS               | MPG              | FG%              | 3P%              | FT%              | RPG              | APG              | SPG              | BPG              | PPG              | GP             | GS             | MPG            | FG%            | 3P%            | FT%            | RPG            | APG            | SPG            | BPG            | PPG            |
| ---------------------------------------------------------------------------------------- | ----------------- | ---------------- | ---------------- | ---------------- | ---------------- | ---------------- | ---------------- | ---------------- | ---------------- | ---------------- | ---------------- | ---------------- | -------------- | -------------- | -------------- | -------------- | -------------- | -------------- | -------------- | -------------- | -------------- | -------------- | -------------- |
| 2023/24                                                                                  | Рип-Сити Ремикс   | 43               | 0                | 17,2             | 44,4             | 40,7             | 76,6             | 4,7              | 0,6              | 0,6              | 1,2              | 11,5             | Не участвовал  | Не участвовал  | Не участвовал  | Не участвовал  | Не участвовал  | Не участвовал  | Не участвовал  | Не участвовал  | Не участвовал  | Не участвовал  | Не участвовал  |
| 2024/25                                                                                  | Рип-Сити Ремикс   | 27               | 21               | 25,9             | 49,1             | 42,9             | 88,2             | 6,8              | 1,3              | 1,2              | 1,7              | 16,4             | Не участвовал  | Не участвовал  | Не участвовал  | Не участвовал  | Не участвовал  | Не участвовал  | Не участвовал  | Не участвовал  | Не участвовал  | Не участвовал  | Не участвовал  |
| 2024/25                                                                                  | Делавэр Блю Коатс | 5                | 5                | 29,4             | 28,8             | 24,0             | 66,7             | 5,4              | 1,8              | 1,2              | 1,0              | 11,4             | Не участвовал  | Не участвовал  | Не участвовал  | Не участвовал  | Не участвовал  | Не участвовал  | Не участвовал  | Не участвовал  | Не участвовал  | Не участвовал  | Не участвовал  |
|                                                                                          | Всего             | 75               | 26               | 21,2             | 44,9             | 40,0             | 79,1             | 5,5              | 0,9              | 0,8              | 1,4              | 13,3             | Не участвовал  | Не участвовал  | Не участвовал  | Не участвовал  | Не участвовал  | Не участвовал  | Не участвовал  | Не участвовал  | Не участвовал  | Не участвовал  | Не участвовал  |
| Наведите курсор мыши на аббревиатуры в заголовке таблицы, чтобы прочесть их расшифровку. |                   |                  |                  |                  |                  |                  |                  |                  |                  |                  |                  |                  |                |                |                |                |                |                |                |                |                |                |                |

### Статистика в NCAA
| Сезон | Команда | Conf  | Class | GP  | GS | MPG  | FG%  | 3P%  | FT%  | RPG | APG | SPG | BPG | PPG |
| --- | ------- | ----- | ----- | --- | -- | ---- | ---- | ---- | ---- | --- | --- | --- | --- | --- |
| 2017/18 | Алабама | SEC   | FR    | 32  | 1  | 11,6 | 39,0 | 32,4 | 78,6 | 2,8 | 0,3 | 0,5 | 0,2 | 4,0 |
| 2018/19 | Алабама | SEC   | SO    | 28  | 0  | 13,3 | 40,3 | 37,5 | 75,5 | 2,5 | 0,5 | 0,4 | 0,4 | 6,3 |
| 2019/20 | Алабама | SEC   | JR    | 31  | 26 | 22,8 | 39,1 | 29,8 | 66,7 | 4,8 | 1,1 | 0,4 | 1,0 | 8,8 |
| 2020/21 | Алабама | SEC   | SR    | 33  | 9  | 15,2 | 36,9 | 28,2 | 70,6 | 3,1 | 0,6 | 0,5 | 0,5 | 5,4 |
| Всего | Всего   | Всего | Всего | 124 | 36 | 15,7 | 38,7 | 31,1 | 71,9 | 3,3 | 0,6 | 0,4 | 0,5 | 6,1 |
| Наведите курсор мыши на аббревиатуры в заголовке таблицы, чтобы прочесть их расшифровку Статистика приведена с сайта sports-reference.com |         |       |       |     |    |      |      |      |      |     |     |     |     |     |

### Статистика в других лигах
| Сезон | Команда           | Лига                  | GP | GS | MPG  | FG%  | 3P%  | FT%  | RPG  | APG | SPG | BPG | PFL | TOV | PPG  |
| --- | ----------------- | --------------------- | -- | -- | ---- | ---- | ---- | ---- | ---- | --- | --- | --- | --- | --- | ---- |
| 2022/23 | Амикаль Штейнсель | Чемпионат Люксембурга | 27 | 27 | 33,1 | 49,5 | 43,5 | 82,4 | 12,9 | 1,4 | 1,0 | 1,5 | 2,4 | 2,3 | 23,7 |
| Всего | Всего             | Всего                 | 27 | 27 | 33,1 | 49,5 | 43,5 | 82,4 | 12,9 | 1,4 | 1,0 | 1,5 | 2,4 | 2,3 | 23,7 |
| Наведите курсор мыши на аббревиатуры в заголовке таблицы, чтобы прочесть их расшифровку Статистика приведена с сайта basketball.realgm.com |                   |                       |    |    |      |      |      |      |      |     |     |     |     |     |      |